# Voorgoed voorbij

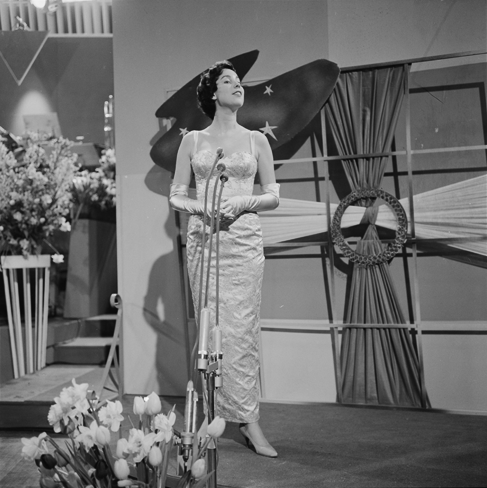
Corry Brokken, intérprete de la canción, en 1958.

«Voorgoed voorbij» —[voːrˈɣut voːrˈbɛi̯]; en español: «Se acabó para siempre»— es una canción compuesta por Jelle de Vries e interpretada en neerlandés por Corry Brokken. Fue elegida para representar a los Países Bajos en el Festival de la Canción de Eurovisión de 1956 tras ganar la final nacional neerlandesa, Nationaal Songfestival 1956.

## Festival de la Canción de Eurovisión 1956

### Selección
Esta canción participó en el Nationaal Songfestival 1956, la final nacional para elegir a las dos actuaciones que representarían a los Países Bajos en el Festival de la Canción de Eurovisión 1956. Esta se celebró el 24 de abril de 1956, un mes antes del festival, en el estudio de televisión de AVRO en Hilversum.
La canción fue interpretada por la cantante neerlandesa Corry Brokken en quinto lugar, sucediendo a Jetty Paerl con «De telefoon» y precediendo a Bert Visser con «Meisje». El resultado de la votación, que fue realizada por los telespectadores enviando tarjetas postales, fue anunciado el 5 de mayo. La canción ganó la final con 1854 puntos, calificando para participar en el Festival de Eurovisión junto a la canción «De vogels van Holland», que obtuvo el segundo puesto con 1530 puntos.

### En el festival
La canción participó en el festival celebrado en el Teatro Kursaal de Lugano el 24 de mayo de 1956, siendo interpretada por Corry Brokken. La orquesta fue dirigida por Fernando Paggi.
Fue interpretada 8.ª, siguiendo a Italia con Franca Raimondi interpretando «Aprite le finestre» y precediendo a Suiza con Lys Assia interpretando «Refrain». El resultado de las votaciones no fue revelado, por lo que se desconoce en qué puesto terminó la canción.

## Letra
En la canción, la cantante recuerda a su ex amor. Se pregunta si lo trataba demasiado en serio y si para él su amor fue solo una cosa pasajera.